# Nexon (entreprise)
Pour les articles homonymes, voir Nexon.
Nexon (coréen : 넥슨) est une société sud-coréenne de développement et d'édition de jeux vidéo fondée à Séoul en 1994. L'entreprise est à l'origine de nombreux jeux vidéo tels que Combat Arms ou encore Counter-Strike Online. Le siège social de la compagnie est situé à Tokyo, au Japon.
Elle est en 2012 la 13e plus grande société commercialisant des jeux vidéo par chiffre d'affaires.

## Jeux édités et/ou développés
- 2001 - Shattered Galaxy
- 2003 - MapleStory
- 2003 - TalesWeaver
- 2004 - Crazyracing Kartrider
- 2004 - Mabinogi
- 2005 - Sudden Attack
- 2005 - Dungeon Fighter Online
- 2006 - Audition Online
- 2007 - Elsword
- 2007 - War Rock
- 2007 - Lunia: Record of Lunia War
- 2008 - Atlantica Online
- 2008 - Combat Arms
- 2008 - Counter-Strike Online
- 2010 - Vindictus
- 2010 - Dragonica
- 2011 - MapleStory Adventures
- 2013 - Warface
- 2012 - Counter-Strike Online 2
- 2014 - Counter-Strike Nexon Zombies
- 2015 - Fantasy War Tactics
- 2015 - DomiNations
- 2016 - First Assault Online
- 2016 - Tree Of Savior
- 2017 - Riders of Icarus
- 2017 - LawBreakers
- 2021 - Blue Archive
- 2023 - Warhaven
- 2024 - The First Descendant